# Telophorus dohertyi
Telophorus dohertyi là một loài chim trong họ Malaconotidae.